# 賈里德·哈夫曼
賈里德·哈夫曼（英語：Jared Huffman；1964年2月18日—）是美国的一位政治人物。自2013年開始，他是加利福尼亞州第二國會選區選出的聯邦眾議員。他的黨籍是民主黨。在2006年至2012年，他曾是加利福尼亞州議會的議員。